# Bleptina olearos
Bleptina olearos là một loài bướm đêm trong họ Noctuidae.